# Гіпнагогія
Гіпнагогія — проміжний стан між неспанням і сном. Характеризує свідомим сприйняттям образів несвідомого. У цьому стані можлива наявність слухових, зорових, тактильних і логічних галюцинацій, а також сонний параліч. Психічною патологією не вважається, однак деякі лікарі пов'язують часті гіпнагогічні галюцинації з невротичним розвитком особистості і підвищеним рівнем тривоги.

## Галюцинації
У науковому середовищі існує думка, що змішання несвідомого зі свідомим між сном і неспанням стається щоразу, коли людина засинає.
За статистикою, галюцинації перед сном хоча би раз у життя переживали 30 % людей. Гіпнагогічні галюцинації часто зустрічаються у хворих нарколепсією і схожі на галюцинації при шизофренії, можуть не відрізнятися від реальності або проявлятися у фантастичних марах. Часом гіпнагогічні галюцинації супроводжуються відчуттям наближення смерті.
Гіпнагогічні галюцинації поділяють на:
- зорові;
- слухові;
- тактильні;
- логічні.

### Зорові
Найчастіше люди бачать абстрактні лінії, геометричні фігури та різноколірні плями — фосфени. На відміну від сновидінь, зорові гіпнагогічні галюцинації виникають поза фазою сну і не мають між собою пов'язаної сюжетної лінії. Іноді зустрічаються складніші, ніж чергування абстрактних фігур, картини. Наприклад, людина, яка гралася протягом всього дня у відеогру, перед сном може продовжити бачити цю гру, їй навіть буде здаватися, що вона все ще продовжує у неї гратися. Також можуть проявлятися зображення осіб або очей, котрі зникають досить швидко. Вони бувають нав'язливими, слідують за центром поля зору. При цьому, на відміну від сну, контакт з реальністю зберігається.

### Слухові
Уривки фраз, мелодій і окремих звуків — найчастіше зустрічаються у гіпнагогічному стані. На відміну від типових коментуючих псевдогалюцинацій, гіпнагогічні галюцинації не обговорюють і не ображають людину, а швидше йдуть як тло або думки. Якщо індивід відкриє очі або почне концентрувати увагу, галюцинації припиняють.

### Тактильні
Із всіх видів гіпнагогічних галюцинацій, тактильні поширені найменше. Під їхнім впливом люди починають відчувати предмети і дотики, котрих насправді немає. Роберт Стікголд, американський психіатр, приводить у приклад особистий досвід тактильних гіпнагогічних галюцинацій: одного разу він зі своєю сім'єю забрався на вершину одної з гір. Перед сном, під впливом яскравих вражень і сильної фізичної втоми, він почав відчувати рукою каміння, котрих насправді не існувало. Після цього випадку він провів кілька досліджень на тему гіпнагогічного стану.

### Логічні
Можуть бути представлені уривками думок і фраз, причому не обов'язково із звуковим супроводженням і майже завжди нелогічні. Вони, як правило, складаються з повсякденних слів і образів, але у такому порядку, що не вживається у розмові. Через нелогічність думок люди можуть різко проснутися від сну і навіть встигнути записати їх. На момент запису вони будуть здаватися абсолютно адекватними, але після остаточного пробудження — як дивна фраза або безглузда репліка.
Не мають нав'язливого характеру і при концентрації уваги зникають.

## Сонний параліч
Сонний параліч також розглядають як гіпнагогічний стан, оскільки його можна віднести до проміжного стану між сном і неспанням.
При сонному паралічі людина : свідомо прокидається, але все ще не може контролювати рухи тіла (або ж вже заснула, але при цьому залишається у свідомості). При цьому часто чути шум або скрегіт. Іноді у стані сонного параліча може появиться відчуття перебування поруч сторонньої живої істоти, у тому числі людина може периферичним зором бачити розмиті темні фігури. Через це явище у фольклорі деяких народів появились люди-тіні. Сонний параліч виникає у момент пробудження, на відміну від галюцинацій, котрі значно частіше сприймаються при засинанні. Якщо галюцинації з'являються при пробудженні, їх називають гіпнопомпічними. Наприклад, пробудження від удаваного звуку вибуху — гіпнопомпічний звуковий образ з підсвідомого (вибух у сні, гуркіт, шум), котрий може залежати від сюжету сну або зовнішніх факторів (падіння з ліжка, спроба різко розбудити сплячого).